# Philosophy of a Knife
Philosophy of a Knife är en rysk-amerikansk  skräckfilm från 2008 skriven, producerad, filmad, redigerad och regisserad av Andrej Iskanov. Den handlar om den japanska arméns Enhet 731 och blandar arkivmaterial, intervjuer och extremt grafiska återskapanden av experiment. Filmen är fyra timmar lång och presenteras i två delar (del ett och del två).